# Villa Panamericana de Santiago
La Villa Panamericana de Santiago o Villa Santiago 2023 es un complejo habitacional diseñado para alojar a los deportistas que participaron en los Juegos Panamericanos y Parapanamericanos en Santiago de Chile. Se encuentra ubicado en la comuna de Cerrillos, específicamente frente al Parque Bicentenario, uno de los recintos que fueron destinados para el evento deportivo. Posteriormente los edificios fueron habilitados como viviendas de integración social.

## Historia

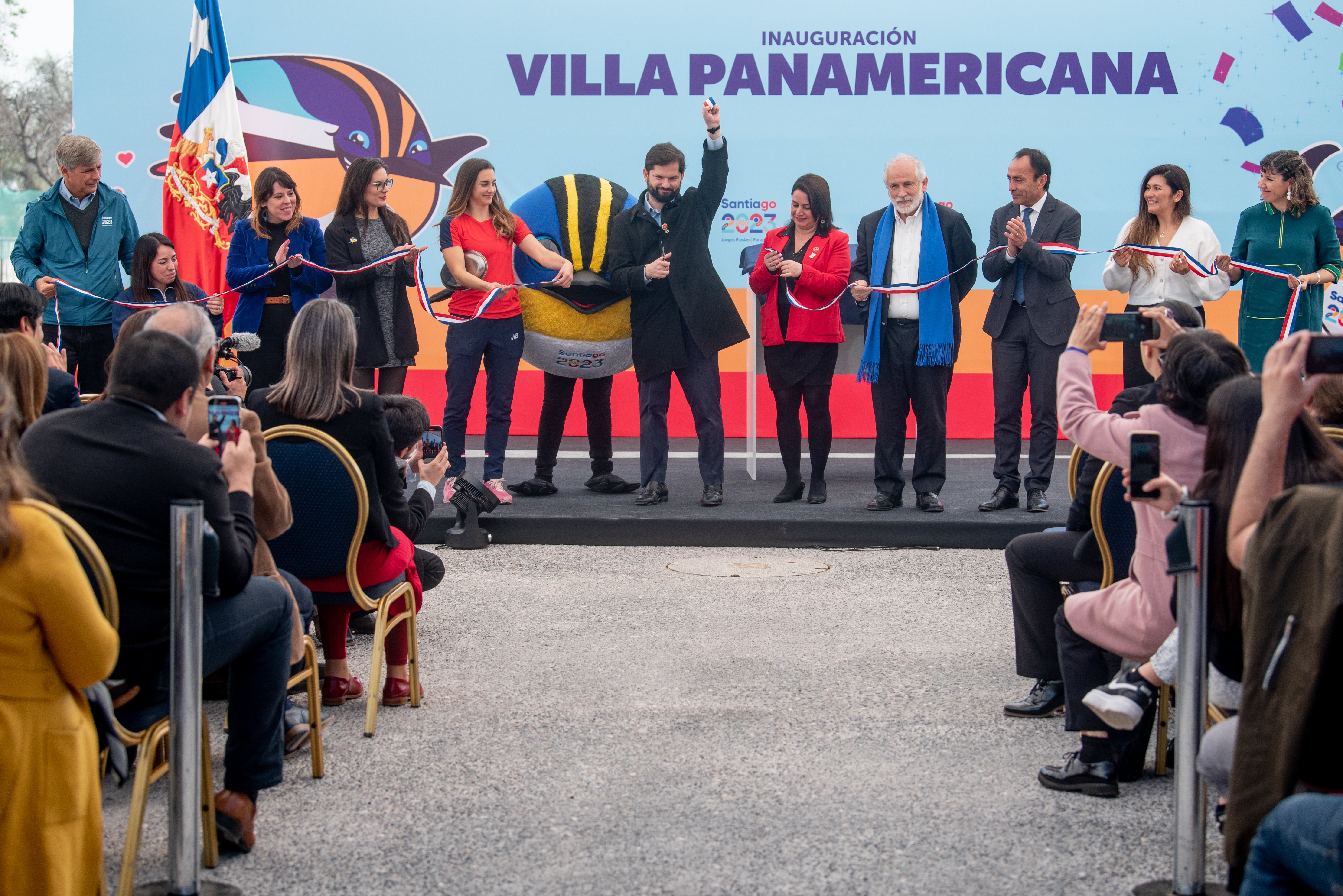
Ceremonia de inauguración de la Villa Panamericana (14 de septiembre de 2023).

La creación de este complejo urbanístico surgió mediante la coordinación conjunta entre el Ministerio de Vivienda y Urbanismo y el Ministerio del Deporte del Gobierno de Chile. Para dicho cometido, durante el segundo gobierno de Sebastián Piñera se convocó a una licitación internacional para la ejecución de las obras. En diciembre de 2019, la ministra del Deporte, Cecilia Pérez Jara, quien además en su calidad de directora de la Corporación Santiago 2023, presentó las bases del llamado público. El 14 de diciembre de 2021, en un acto oficial presidido por el presidente de la República, Sebastián Piñera, fue colocada la primera piedra que dio inicio a la edificación. A junio de 2022 las obras tenían entre un 12,49% y 18,4% de avance.

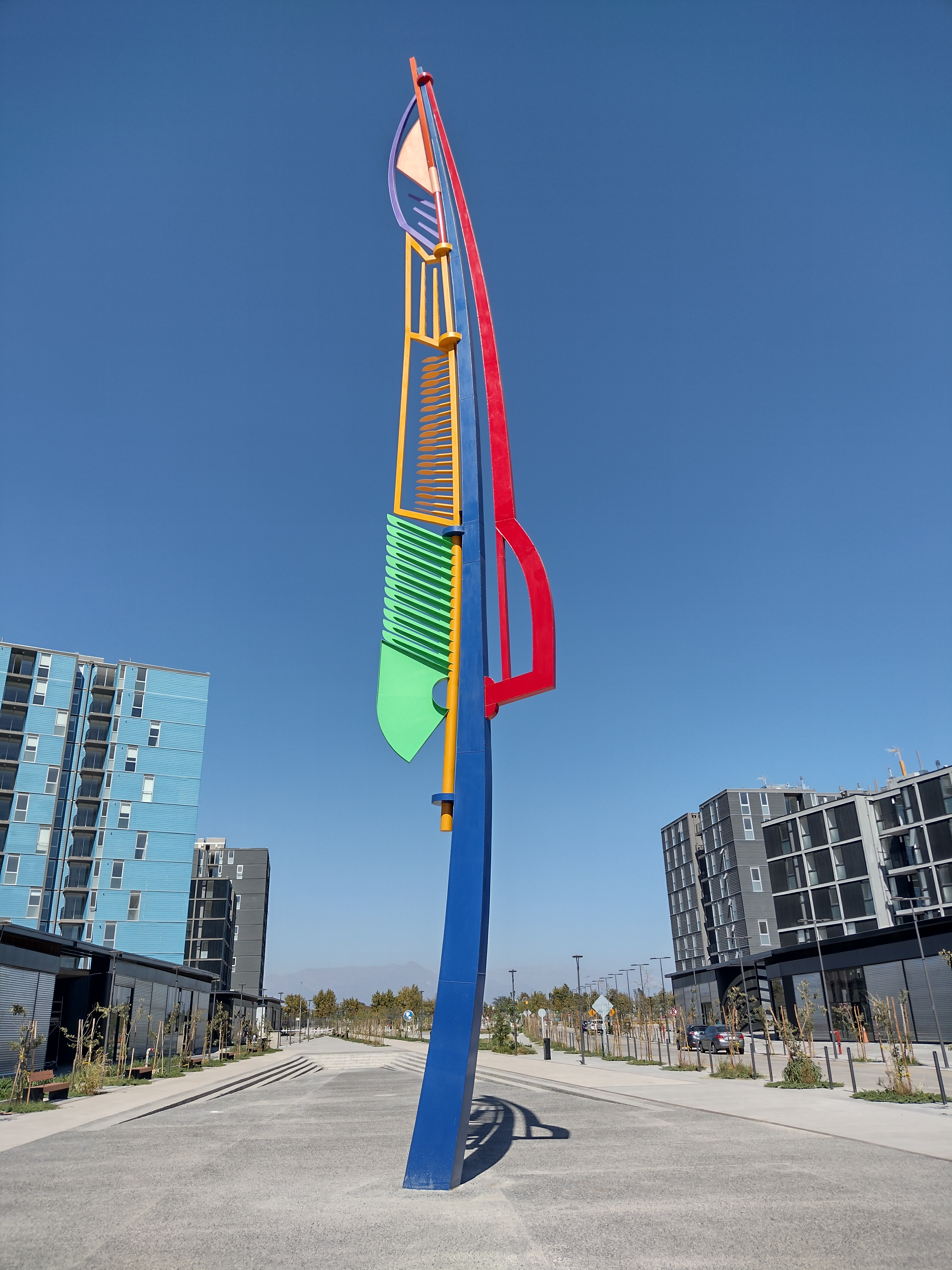
Pluma de sietecolores, escultura de Francisco Gazitúa

El 3 de julio de 2023, autoridades del Serviu lideradas por el ministro de la cartera durante el gobierno de Gabriel Boric, Carlos Montes Cisternas (PS), anunciaron la finalización del 90% de las obras y entregaron las llaves de 309 departamentos. El 29 de julio fue instalada en la Villa la obra Pluma de sietecolores, una escultura de 20 metros de alto desarrollada por Francisco Gazitúa junto la artista visual Angela Leible y que representa una pluma de Fiu, mascota de los Juegos.
La Villa Panamericana de Santiago fue inaugurada oficialmente por el presidente Gabriel Boric el 14 de septiembre de 2023. En el caso de los Juegos Parapanamericanos, la Villa Parapanamericana abrió sus puertas a las delegaciones el 12 de noviembre.
En noviembre de 2023 la Villa Panamericana fue galardonada con el Premio Aporte Urbano en la categoría «Mejor Proyecto de Integración Social», otorgado por el Ministerio de Vivienda y Urbanismo, el Consejo Nacional de Desarrollo Territorial, el Colegio de Arquitectos, la Asociación de Oficinas de Arquitectos, la Asociación de Desarrolladores Inmobiliarios, el Ministerio de Obras Públicas y la Cámara Chilena de la Construcción.

## Población
El complejo residencial tiene 1355 departamentos de entre 45 y 60 metros cuadrados.
Los primeros habitantes de la Villa serán los más de 9 mil atletas y oficiales de 41 países que participarán en el evento deportivo, que se realizó entre el 20 de octubre y el 5 de noviembre de 2023. Cada departamento podía alojar a entre 6 y 8 personas, por lo que se estimaba que la Villa tendría una capacidad máxima de unos 10 800 habitantes durante los Juegos.
Los segundos habitantes de la Villa serán las familias beneficiarias del programa habitacional del Ministerio de Vivienda y Urbanismo (Minvu), que podrán acceder a una vivienda digna y de calidad en una zona con equipamiento urbano y social. Se espera que unas 5400 familias (19 000 habitantes) vivan en la Villa a partir del año 2024, mientras que el resto de los departamentos se distribuirán en otros proyectos habitacionales del sector.

## Características

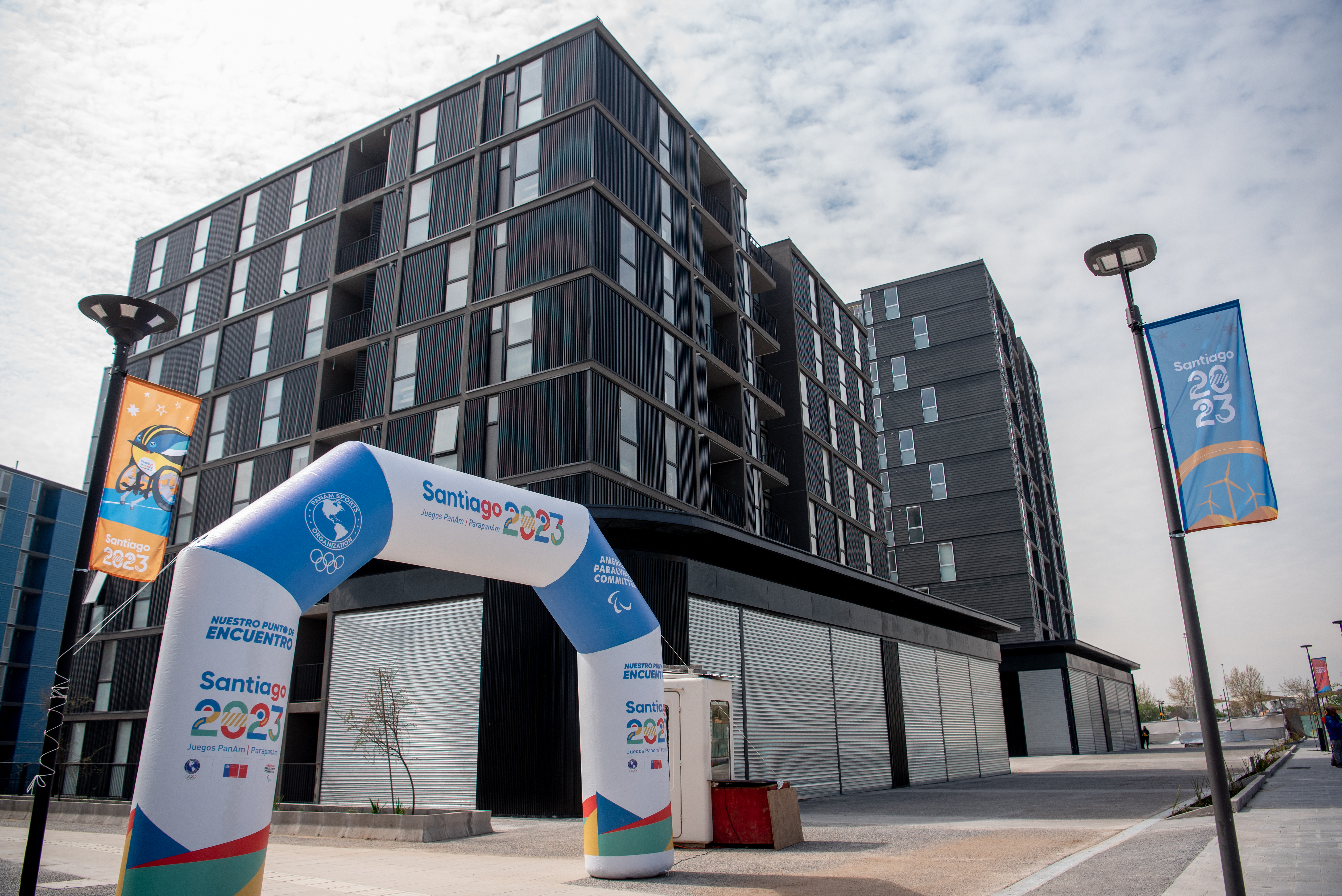
Dos de las torres que conforman la Villa Panamericana.

Un total de 17 edificios de similares características entre sí en su diseño arquitectónico, las cuales fueron ideadas para formar parte integral del concepto de ciudad-parque que se buscó implementar en la zona circundante al Parque Bicentenario, como una manera de mejorar la calidad de vida e implementar políticas públicas de desarrollo sustentable en el sector surponiente de Santiago. La arquitectura estuvo a cargo de las oficinas Francisco Izquierdo Arquitectos y MOBIL Arquitectos, la ingeniería estructural fue realizada por VMB Ingenieros y el paisajismo fue elaborado por PAUR Arquitectos.
Una vez finalizados los juegos, se procedió a un proceso de refacción y de adaptación de los 1355 departamentos, los cuales fueron puestos a la venta como parte de las soluciones habitacionales promovidas por el Servicio de Vivienda y Urbanización (Serviu), que buscan combatir el déficit habitacional de la ciudad, otorgando una vivienda social a aquellas personas que hayan obtenido un tipo de subsidio y que nunca han tenido una vivienda propia, con el propósito de que se conviertan en propietarios únicos de los departamentos en las residencias multifamiliares, en concordancia a las políticas de vivienda digna, con suficientes áreas verdes alrededor y fácil acceso a otros servicios de primera necesidad.

## Entorno

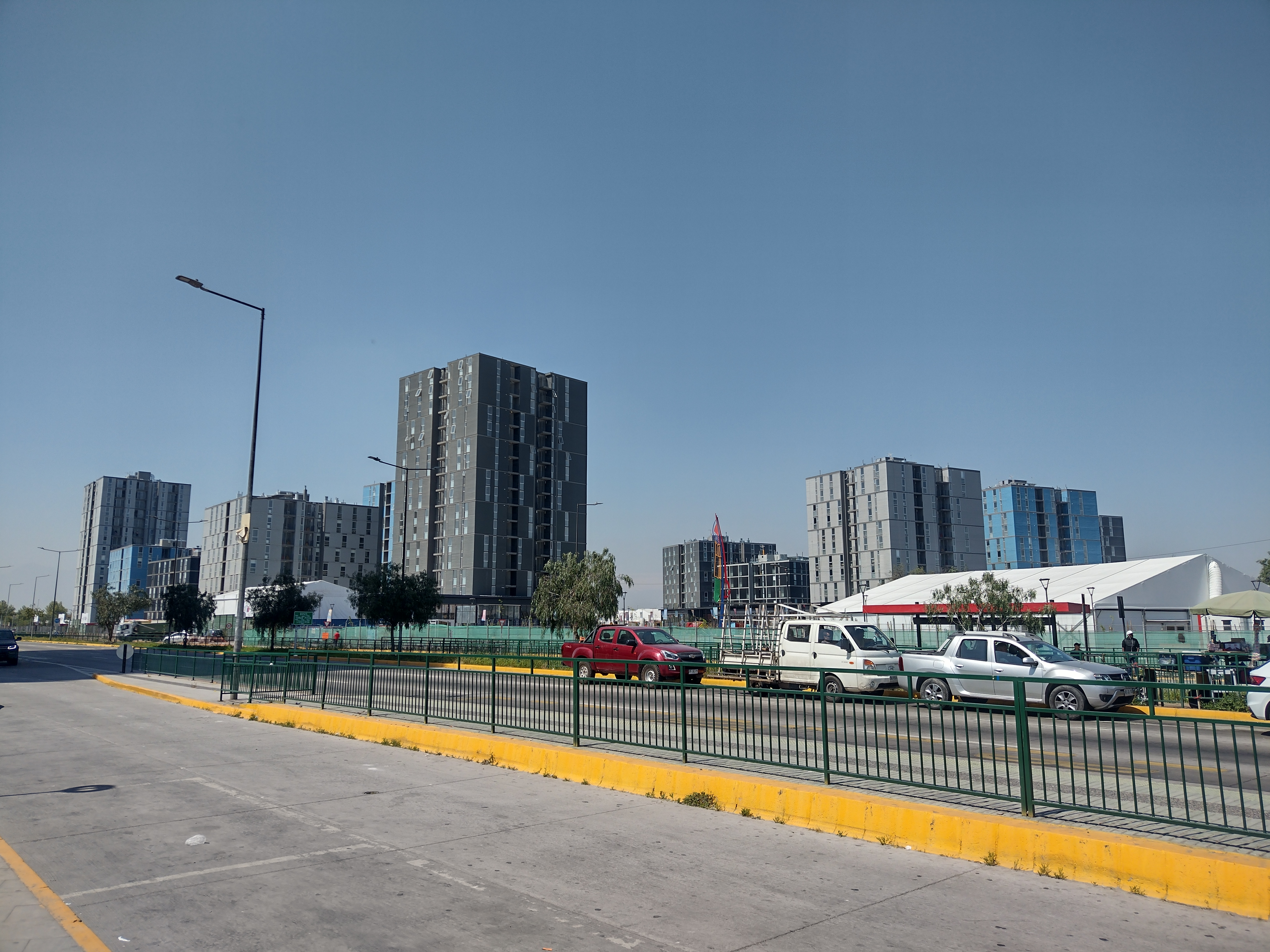
Vista de la Villa Panamericana desde la estación Cerrillos del Metro de Santiago.

El entorno del complejo habitacional ha experimentado un importante desarrollo inmobiliario, lo que a su vez ha traído consigo un crecimiento poblacional a nivel comunal. Asimismo, la inauguración de la estación Cerrillos de la Línea 6 del Metro de Santiago —a solo seis estaciones de Estadio Nacional en Ñuñoa—, la convirtió en una locación idónea para el desplazamiento rápido de deportistas y espectadores para los Juegos Panamericanos y Parapanamericanos a través de este medio de transporte público.
El 13 de junio de 2023 la Municipalidad de Cerrillos acordó bautizar como «Graciela Cooper», «Escobar Williams» y «Los Libertadores» a las calles y avenidas que bordean la Villa Panamericana de Santiago.